# Poly Bridge 2
Poly Bridge 2 es un juego de lógica de simulación, secuela de Poly Bridge. El juego está desarrollado y publicado por Dry Cactus, con música compuesta por Adrian Talens. Está disponible en todo el mundo para Linux, macOS, Microsoft Windows, Android e iOS.

## Jugabilidad
El objetivo de Poly Bridge 2 sigue siendo construir un puente que pueda llevar vehículos del lugar A al lugar B con materiales provistos dentro de un presupuesto limitado. Además de los materiales que ya se presentaron en Poly Bridge, se presenta un nuevo material, el resorte. El juego ofrece seis mundos diferentes que constan de 16 niveles cada uno, junto con cinco "mundos de desafío" que consisten en versiones más difíciles de los niveles contenidos en los primeros cinco mundos, sumando un total de 176 niveles. La adición de una función similar a Steam Workshop permite a los jugadores crear y cargar sus propios niveles para que los disfruten otros jugadores. Este servicio de taller está alojado en los servidores de Dry Cactus, lo que hace que el juego sea compatible con otros lanzadores como Epic Games Store, mientras que el taller de Poly Bridge estaba alojado en Steam Workshop y, por lo tanto, estaba restringido al lanzador de Steam.

## Desarrollo y lanzamiento
Poly Bridge 2 es desarrollado y publicado por el desarrollador de videojuegos Dry Cactus con sede en Nueva Zelanda, y el compositor canadiense Adrian Talens regresa para componer la banda sonora original. El juego se lanzó a través de Epic Games Store y Steam el 28 de mayo de 2020 para Linux, macOS y Microsoft Windows. Se lanzó con cuatro mundos regulares y cuatro mundos de desafío, con dos mundos normales adicionales y un mundo de desafío agregado el 2 de agosto de 2020. Se lanzó una versión móvil de Poly Bridge 2 el 26 de octubre de 2020 para Android y el 27 de octubre de 2020 para iOS.

## Banda sonora
Toda la música compuesta por Adrian Talens. 
| Poly Bridge 2 (Original Soundtrack) |                                             |          |  |
| N.º                                 | Título                                      | Duración |  |
| 1.                                  | «Reconstruction»                            | 2:52     |  |
| 2.                                  | «Safe Travels»                              | 3:01     |  |
| 3.                                  | «All That Should Hold»                      | 2:47     |  |
| 4.                                  | «Ahead of the Curve»                        | 3:20     |  |
| 5.                                  | «Hometown Hills»                            | 3:48     |  |
| 9.                                  | «Are We There Yet? (Poly Bridge 2 Version)» |          |  |
| 10.                                 | «Royal Sunrise»                             |          |  |
| 14.                                 | «Woodland Drive»                            |          |  |
| 16.                                 | «All That Should Hold»                      |          |  |

## Recepción
Poly Bridge 2 recibió críticas "mixtas-promedio", según elagregador de reseñas Metacritic; sin embargo, el juego ha recibido reseñas "abrumadoramente positivas" en Steam, con una puntuación de 96/100 y 2852 reseñas hasta el 22 de marzo de 2021. Obtuvo una calificación de 4,83/5 estrellas en la tienda Google Play y 4,43/5 estrellas en la App Store.
Russell Archey de Gaming Nexus calificó el juego con 8,5 sobre 10. Sintió que el juego era agradable y relajante, y le brindaba mucha felicidad cada vez que el puente que construyó se rompía y los conductores se metían en el agua.
Chris O'Connor de Impulse Gamer le dio al juego un total de 3,6 estrellas sobre 5. Elogió el juego por ser muy divertido a un precio bastante razonable, pero lo criticó por no tener suficientes niveles.
John Walker de Rock, Paper, Shotgun comentó que el juego es "mucho más como un paquete de expansión que como un juego completamente nuevo", y pensó que era difícil disfrutarlo por cuenta propia.